# Cerastium decalvans
Cerastium decalvans là loài thực vật có hoa thuộc họ Cẩm chướng. Loài này được Schloss. & Vuk. mô tả khoa học đầu tiên năm 1869.